# Tricomaria
Tricomaria é um género botânico pertencente à família Malpighiaceae.

## Espécie
- Tricomaria usillo Hook. & Arn.

1. ↑  «Tricomaria — World Flora Online». www.worldfloraonline.org. Consultado em 19 de agosto de 2020